# Mikoyan-Gurevich MiG-21
Mikoyan-Gurevich MiG-21 (em russo: Микоян и Гуревич МиГ - 21, designação da OTAN: Fishbed) - é um caça, originalmente construído pelo gabinete de design Mikoyan - Gurevich, na União Soviética. Era conhecido popularmente pelos pilotos polacos como "balalaika", dada a sua semelhança com esse instrumento de cordas de origem russa. Foram produzidos aproximadamente 12.000   contanto cerca de 2000 exemplares das suas muitas variantes. É o segundo avião militar mais produzido após a Segunda Guerra Mundial, depois do Lockheed C-130 Hercules. As primeiras versões são consideradas como caças de segunda geração, enquanto as últimas versões são considerados caças de terceira geração. Cerca de 50 países em quatro continentes utilizaram o MIG-21 e ainda está ao serviço de muitas nações, passado meio século após o seu voo inaugural. Este avião estabeleceu recordes: pelo menos de nome, é o avião supersónico mais produzido de sempre na história da aviação, e o avião de combate mais produzido depois da Guerra da Coreia, sendo ainda o avião de combate com a mais longa produção de sempre, tendo em conta as suas diversas versões (1959-1985). Em 1966, por meio da Operação Diamante, o Mossad levou para Israel um MiG-21 roubado da força aérea iraquiana e, a engenharia reversa da qual foi objeto, revelou segredos tecnológicos que foram compartilhados pelas forças aéreas israelense e americana.

## Desenvolvimento
As origens do Mig-21 remontam a uma especificação da Força Aérea Soviética, no início de 1954, para o projeto de um caça que incorporasse as lições da Guerra da Coréia, recém concluída. O aparelho seria destinado ao combate aéreo diurno, a exemplo do que ocorrera com o Mig-15, desenvolvido após a Segunda Guerra Mundial. Em 1955, surgiu o E-50, o primeiro da nova família. Sua turbina era uma versão mais potente das instaladas nos protótipos birreatores. Dispunha também de um foguete graças ao qual o piloto de provas V. P. Vasin atingiu a velocidade de 2.460 km/h. Logo em seguida,dois protótipos totalmente reelaborados satisfizeram  as exigências quanto ao desempenho aéreo.
O E-2A, tinha asas de 55ºde enflechamento e o E-5, ampla asa em delta,com 57º no bordo de ataque. Ambos possuíam tomadas de ar simples no nariz, com difusores cônicos, grandes aletas ventrais inclinadas de cada lado na parte posterior da fuselagem e aletas de direcionamento do fluxo de ar sobre as asas. Os dois foram mostrados em 1956 no dia da aviação em Tushino recebendo os nomes de Faceplate e Fishbed da OTAN. A OTAN acreditava que o E-2 "Faceplate"  era o modelo que havia sido escolhido para entrar em serviço, mas esse foi abandonado e o modelo escolhido para entrar em produção havia sido o E-5 "Fishbed" evoluindo esse para o modelo E-6. O E-5, para tornar-se o E-6, recebeu então um turbojato duplo Turmansky e sofreu  aperfeiçoamentos aerodinâmicos, entre eles a quase total eliminação das aletas verticais e ventrais. Daí surgiu o E-66, de pesquisa e de quebra de recordes e esse pilotado por Konstantin Kokkinaki  em  16  de Setembro de 1960 atingiu 2.149 km/h e no dia 28 de Abril de 1961 com o piloto Georgi Mossolov chegou a 34.714 metros de altura num E-66A impulsionado por foguete. Finalmente em 1957, a série E-6 entrou em produção, com a designação operacional de Mig-21.

## História Operacional

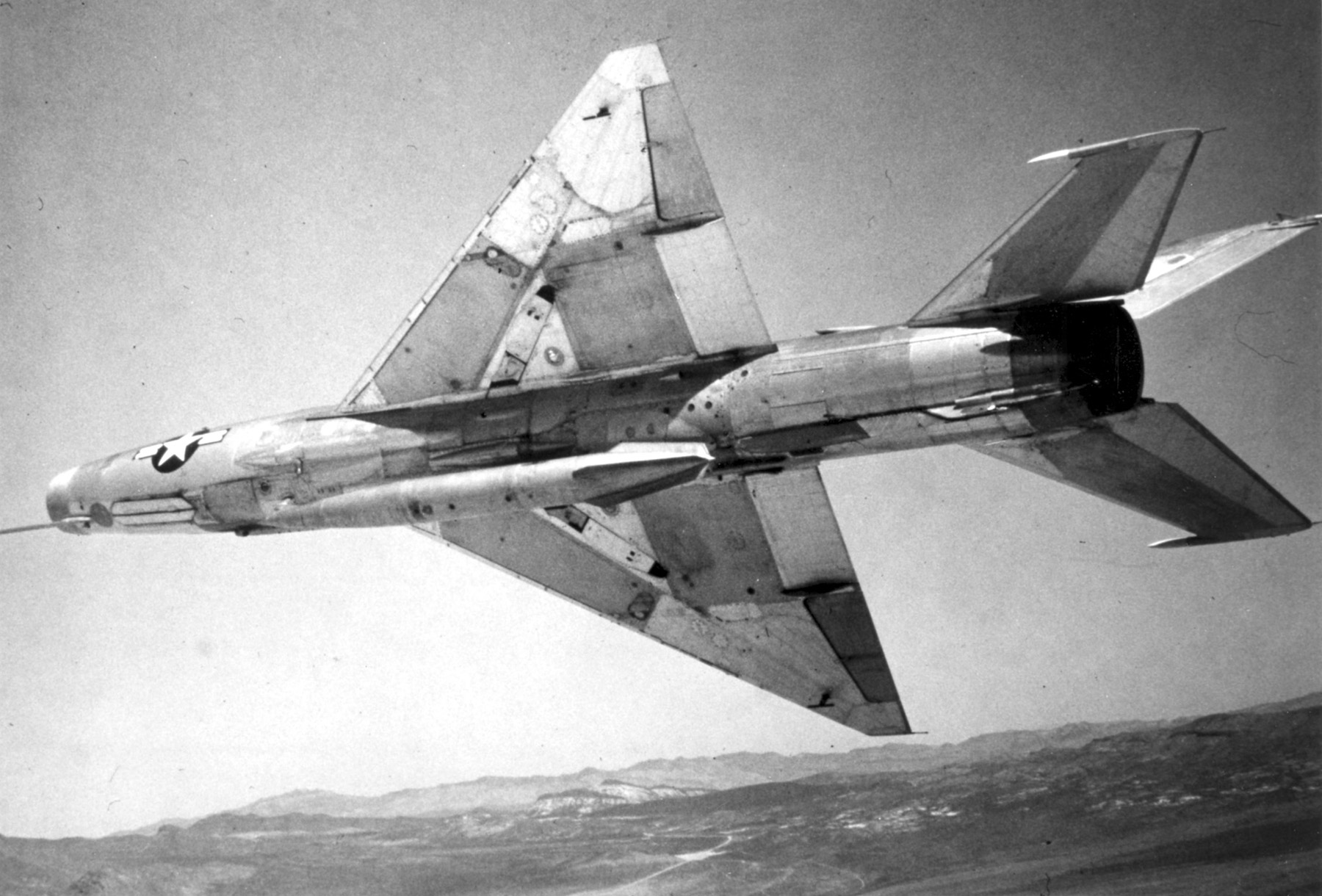
MiG-21 do 4477th Test and Evaluation Squadron da USAF usado no treinamento de pilotos.

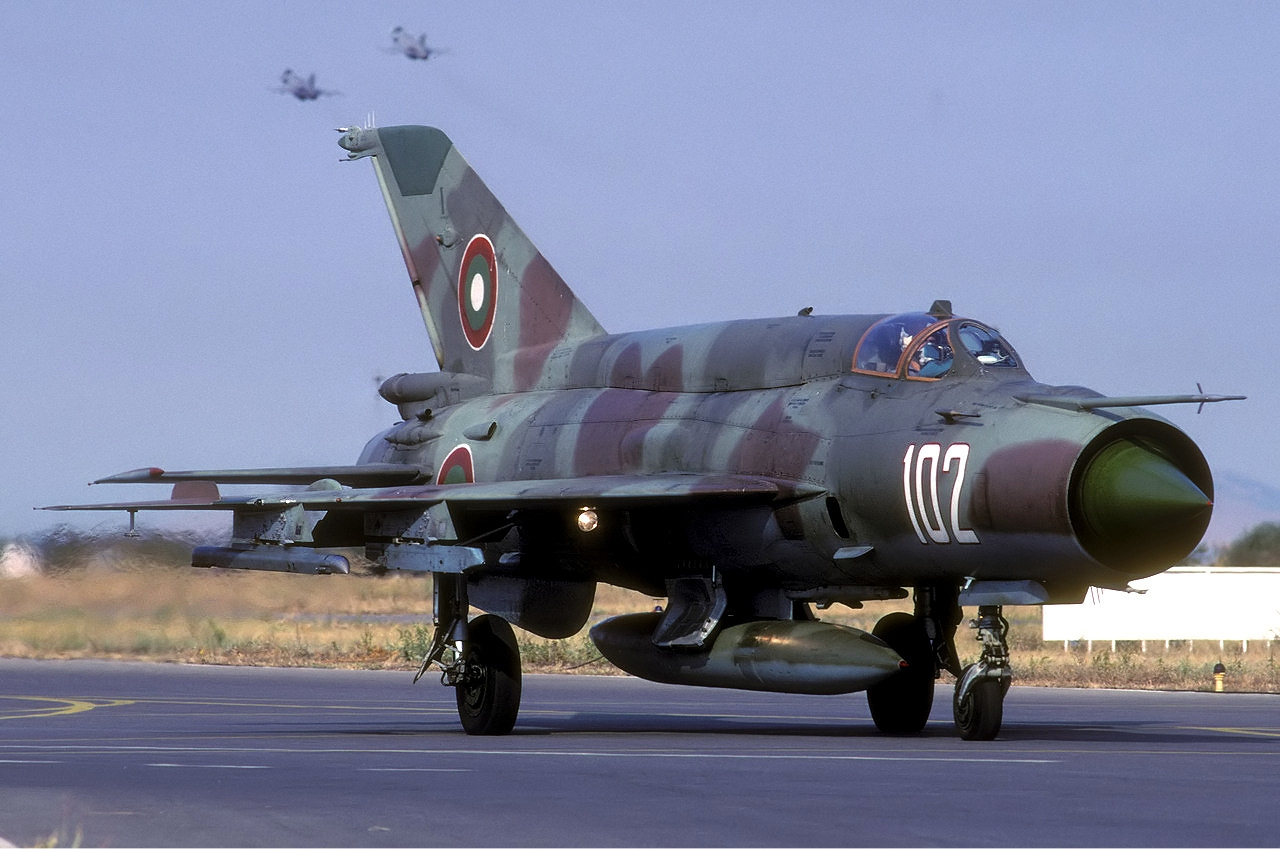
MiG-21 da Força Aérea da Bulgária.

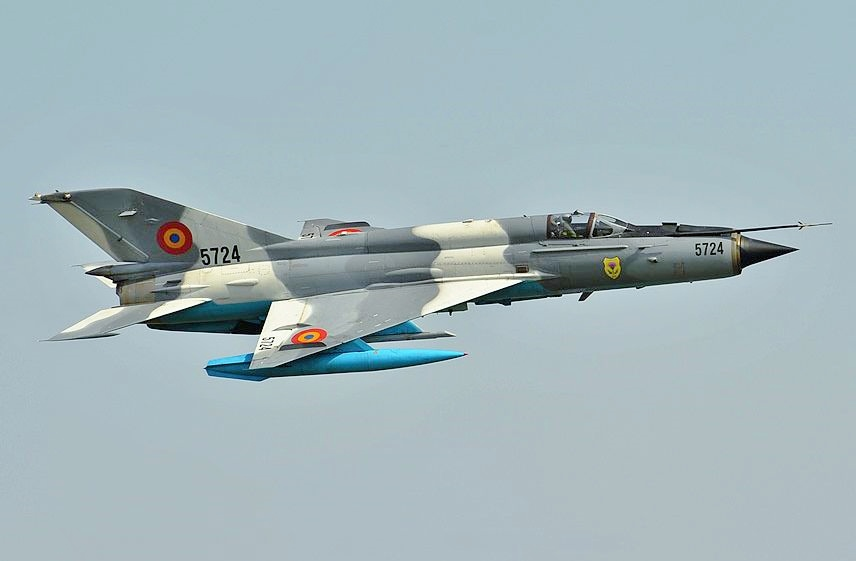
Um caça MiG-21 da força aérea romena.

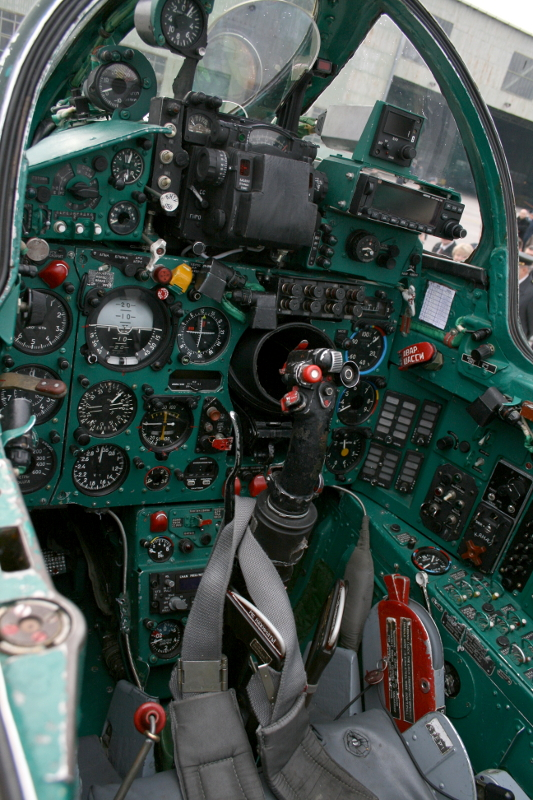
Cabine de pilotagem.

A Força Aérea Soviética recebeu os primeiros Mig-21 no inverno de 1957-1958. Era um avião muito simples, com um turbojato R-11, tanque para 2.340 litros de combustível e dois canhões de 30 mm. Pouco tempo depois, recebeu um par de mísseis ar-ar K-13A com orientação infravermelha instalados sob as asas. Entre suas características constava com servocontroles dos planos móveis, empenagem inteiriça com pontas antiflutter, radar de orientação de tiro, flapes de área variável e uma curiosa capota integrada ao pára-brisa, articulada na frente e ejetável juntamente com o assento. O Cockpit era pressurizado, o equipamento eletrônico incluía VOR, Rádio UHF multidirecional e ADF, além de TACAN com determinação de distância e mira e radar de aviso de cauda. Por ser considerado um caça diurno, não havia previsão para bombas e o peso excessivo desses primeiros modelos não raramente exigia que os canhões fossem removidos.
O problema do peso só foi superado em 1959 com o Mig-21F, quando foi instalado uma versão aperfeiçoada do turbojato R-11, além de ter um aumento na corda da asa no bordo de ataque o que acabou lhe conferindo maior estabilidade lateral em números Mach elevados, para compensar a baixa autonomia, essa versão recebeu um tanque ejetável de 490 litros e outros armamentos como casulos de 16 foguetes de 57 mm que substituíram os mísseis K-13A que só acertavam o alvo que lhe deixasse uma esteira bem quente e bem a sua frente, mesmo assim essa versão apresentava sérias limitações de autonomia, a ausência de um radar para quaisquer condições meteorológicas e um precário armamento. A versão F foi a primeira a ser exportada primeiro para a Finlândia e para os países do Pacto de Varsóvia e a primeira a ser fabricada na Tchecoslováquia e Índia sob licença e na China sem licença.
Em 1960 surgiu o Mig-21PF, um interceptador aperfeiçoado, com o radar R1L e teve sua capacidade de combustível aumentada para 2.800 litros, o combustível extra ficava numa pequena carenagem atrás do cockpit, foram instalados pneus de baixa pressão para operações em terrenos irregulares, o que resultou em pequenas saliências na raiz das asas, os canhões orgânicos foram definitivamente removidos para permitir a instalação de freios aerodinâmicos e a antena sob o nariz, passou para a parte superior desse. Ainda nessa década o modelo PF recebeu várias modificações, inclusive garrafas RATO para auxiliar na decolagem e a mudança para o topo da deriva do paraquedas de frenagem. As últimas versões da variante PF, foram designadas Mig-21FL nas versões de exportação, que contava com um turbojato R-11F2S-300 mais potente, radar R2L e um módulo de canhão preso sob a fuselagem GP-9 (a versão da Força Aérea Soviética continuou chamando-se Mig-21PF), esse módulo acomodava 2 canhões GSH-23 de cano duplo de 23mm. Além da versão PF , a Força Aérea soviética operou um pequeno número da variante Mig-21SPS com flapes aumentados para operar em pistas curtas.
As outras versões a seguir foram o Mig-21PFM que era um PF com várias modificações, inclusive um pára-brisa fixo convencional e a capota abrindo para a direita, o Mig-21PFMA que possuía suportes adicionais para combustível e armamentos, possuía assento ejetável km-1 zero-zero e uma instalação interna na fuselagem para o canhão GP-9. A variante Mig-21R surgiu no final dos anos 60 como uma variante de reconhecimento com um kit ventral contendo câmaras oblíquas voltadas para frente, varredura infravermelha e sensores adicionais. A variante Mig-21M passou a ser atribuída aos modelos exportados ou fabricados na Índia. Na década de 1970, os modelos padrão eram o Mig-21MF e o Mig-21SMT, o primeiro possuía um turbojato R-13 mais potente e mais leve que o R-11 e carenagem dorsal ampliada para receber mais combustível, o segundo era um MF com equipamentos eletrônicos mais avançados associados aos mísseis K-13A que podia ser guiado por radar ou infravermelho. O Mig-21bis foram as últimas versões fabricadas, com capacidade de 2.900 litros de combustível e um novo turbojato R-25. Paralelamente as versões de caça, se desenvolveram várias versões de treinamento com assentos duplos em tandem, cuja designação era Mig-21U.
Por fim, última variante do Mig-21 foi a 2000, desenvolvida pela empresa israelense IAI , em colaboração com a IAR da Romênia, modernizando antigos modelos do Mig-21 para que possam utilizar mísseis R-60 e R-73,para isso essa versão conta com um cockpit totalmente modernizado com aviônicos Ocidentais, tais como, HUD, CRTs, radar ELTA e um novo pára-brisas  em peça única.
A produção total das variantes do Mig-21, ultrapassa as 10.000 unidades  e na década de 1980, ainda estavam em serviço só na Força Aérea Soviética cerca de 1.000 Caças, 300 de reconhecimento e 300 de treinamento. Os usuários estrangeiros foram cerca de 40 Forças Aéreas.

## Variantes
- Ye-2 Faceplate : Protótipo de asas normais.
- Ye-4 (I-500) : Primeiro protótipo com asa delta do MiG-21.
- Ye-5 Fishbed : Protótipo com asa delta.
- Ye-6 : Três aviôes de pré-produção.
- MiG-21 : A primeira série de caças.
- MiG-21F Fishbed -B : Versão monolugar. Foi o primeiro a ser produzido, com 40 sendo feitos. O MiG-21F era movido por um motor Tumansky R-11 e armado com dois canhões de 30mm NR-30. Protótipo Ye-6T foi redesignado como MiG-21F.
- Ye-50 : Protótipo com asas normais.
- Ye-66 : Versão monolugar, construído para quebrar o recorde mundial de velocidade.
- Ye-66A : Construído para quebrar o recorde mundial de altitude.
- Ye-66B :
- Ye-76 :
- Ye-152 : Maior que o MiG-21, foi um avião de alta-performance, conseguindo 3 recordes mundiais.
- MiG-21F-13 Fishbed-C : Caça monolugar de curto alcançe  para ações diurnas. O MiG-21F-13 foi o primeiro modelo de produção em massa. O MiG-21F-13 era movido por um motor turbojato Tumansky R-11 , era armado com dois mísseis ar-ar Vympel K-13 (AA-2 Atoll), e um canhão de 30mm NR-30. O Type 74 é a designação da Força Aérea Indiana. O MiG-21F-13 era feito na China, e designado Chengdu J-7 ou F-7 para exportação.
- Chengdu J-7I : O primeiro modelo chinês de produção. Como o MiG-21F-13 era um caça monolugar de curto alcançe  para ações diurnas, movido por um motor Wopen WP-7.Foi exportado para a Albânia e Tanzânia como F-7A.
- MiG-21FL : Modelo de exportação do MiG-21PF. Construído pela Índia como Type 77.
- MiG-21I "Analog" : Teste com o desenho das asas do Tupolev Tu-144.
- MiG-21SPS : (Versão da Alemanha Oriental)
- MiG-21P Fishbed-D Caça inteceptor monolugar. Armado com mísseis ar-ar somente. Também chamado Fishbed-E pela Otan.
- MiG-21PF Fishbed-D : Caça monolugar, equipado com um radar RP21 Sapfir. O MiG-21PF é o segundo modelo de produção. Protótipo Ye-7, Type 76 designações da Força Aérea Indiana. Também chamado Fishbed-E pela Otan.
- MiG-21PF (SPS) :
- MiG-21PFM Fishbed-F : Caça monolugar, com radar melhorado e motor mais potente. Versão melhorada do MiG-21PFS.
- MiG-21PFS Fishbed-F : Caça monolugar, com radar melhorado e motor mais potente.
- MiG-21 Fishbed-G : Versão experimental de pouso e decolagem curtos.
- MiG-21R Fishbed-H : Versão monolugar de reconhecimento tático do MiG-21PFM.
- MiG-21RF Fishbed-J : Versão monolugar de reconhecimento tático do MiG-21MF.
- MiG-21S Fishbed-J : Versão de caça monolugar inteceptor, equipado com um radar RP-22 e um pod externo, Type 88 designação da Força Aérea Indiana.
- MiG-21SM : Versão monolugar de interceção, movido por um motor Tumansky R-13-300.
- MiG-21PFV : (Versão do Vietname do Norte)
- MiG-21M : Versão de exportação com um motor Tumansky R-13. Construído pela Índia como Type 96.

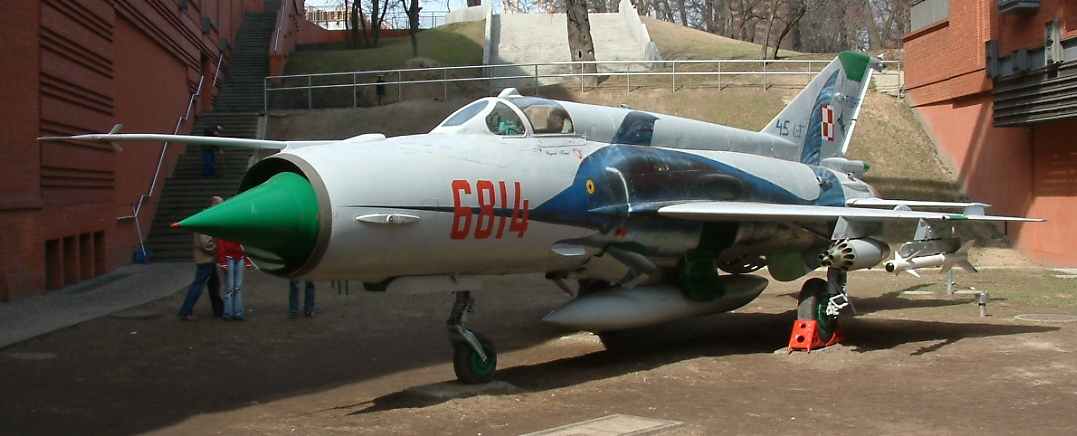
MiG-21MF, Força Aérea Polaca.

- MiG-21MF : Versão de exportação com um motor Tumansky R-13.
- MiG-21MF Fishbed-J :  Caça multipapel monolugar, equipado com um radar RP-22 , movido por um turbojato Tumansky R-13-300.
- MiG-21MT :
- MiG-21SMT Fishbed-K : Caça multipapel monolugar, movido por um turbojato Tumansky R-13.
- MiG-21bis Fishbed-L : Caça multipapel monolugar, e avião de ataque ao solo. O modelo final de produção. Esta versão é movida por um turbojato Tumansky R-25-300.
- MiG-21bis Fishbed-N : Caça multipapel monolugar, e avião de ataque ao solo.
- MiG-21U Mongol-A : Versão bilugar de treino do MiG-21F-13. Type 66 Indian Designação da Força Aérea Indiana. Nome da OTAN "Mongol"
- MiG-21US Mongol-B : Versão bilugar de treino. Type 68 Designação da Força Aérea Indiana.
- MiG-21UT : Treinador bilugar.

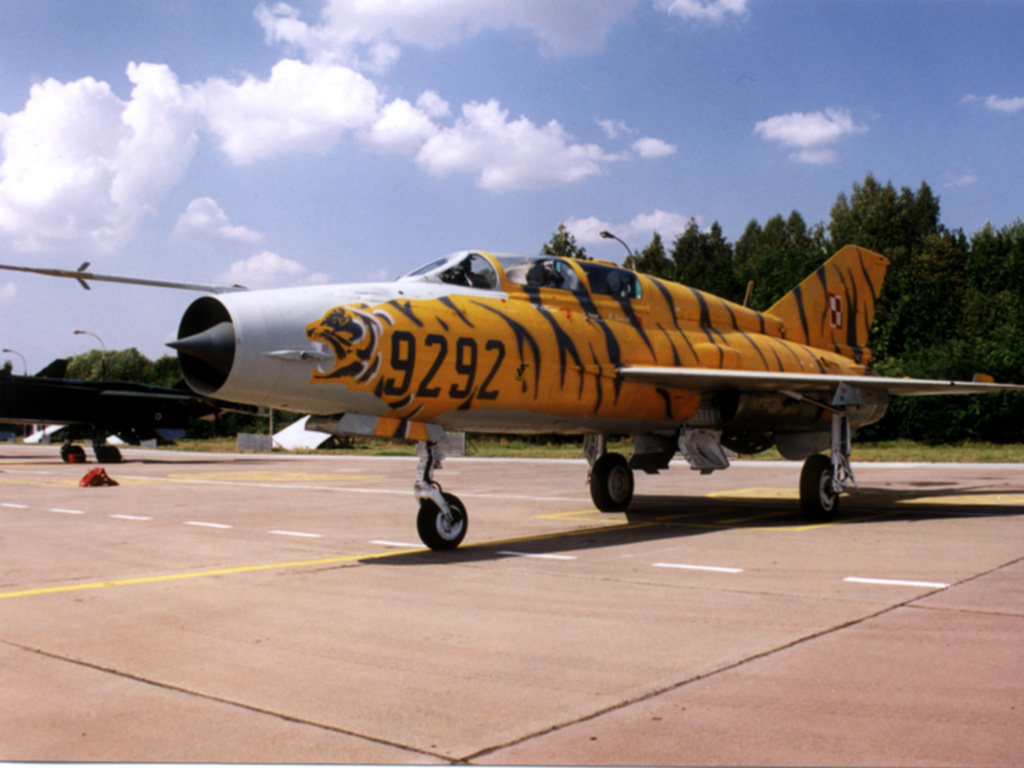
MiG-21UM, Força Aérea Polaca.

- MiG-21UM Mongol-B : Versão bilugar do MiG-21MF. Type 69 Designação da Força Aérea Indiana.
- JJ-7 : Versão bilugar de treino do J-7. FT-7 Designação de exportação do JJ-7.
- MiG-21-93 - Versão melhorada.
- MiG-21 Lancer Versão melhorada para a Força Aérea Romena.
- J-7II : Versão melhorada do J-7. Monolugar, armado com dois canhões 30-mm, com o motor Wopen WP-7B. Foi exportado para o Egipto, Sudão e Iraque como F-7B.
- J-7E : Versão melhorada com motor mais potente.
- J-7MG : Versão melhorada.
- J-7III : Monolugar, com um motor Wopen WP-13.
- F-7BS : Exportação para o Sri Lanka.
- F-7M Airguard : Exportação para Bangladesh, Irã, Myanmar (Burma), e Zimbabwe.
- F-7MP : Exportação para o Paquistão.
- F-7P Skybolt : Exportação para o Paquistão.

## Outras Versões
Entre 1962 e 1972 a versão MiG-21F-13 foi construída sob licença pela Aero Vodochody, na Tchecoslováquia. Foram construídos 194 aviões.
A produção de MiG-21bis sob licença para a Hindustan Aeronautics da Índia durou até 1984. Com uma série de acidentes durante os anos 90, a Força Aérea Indiana decidiu atualizar 128 dos MiG-21bis para MiG-21 Bison standard. Estes servirão a Força Aérea Indiana até 2015.
Cópias chinesas do MiG-21 são designadas Chengdu J-7 e F-7 (exportação). A equipe de acrobacias aéreas da China utiliza até hoje a versão-cópia do Mig-21, o Chengdu J-7, para os seus shows aéreos.
A Rússia agora oferece um pacote de atualização do MiG-21 para o MiG-21-93.
A Israeli Aircraft Industries construíu um pacote de atualização para o MiG-21 chamado MiG-21-2000.
Uma parceria entre Aerostar SA e Elbit desenvolveu o pacote de upgrade Lancer para o MiG-21. 114 MiG-21 foram melhorados para MiG-21 Lancer para a Força Aérea Romena.

## Operadores

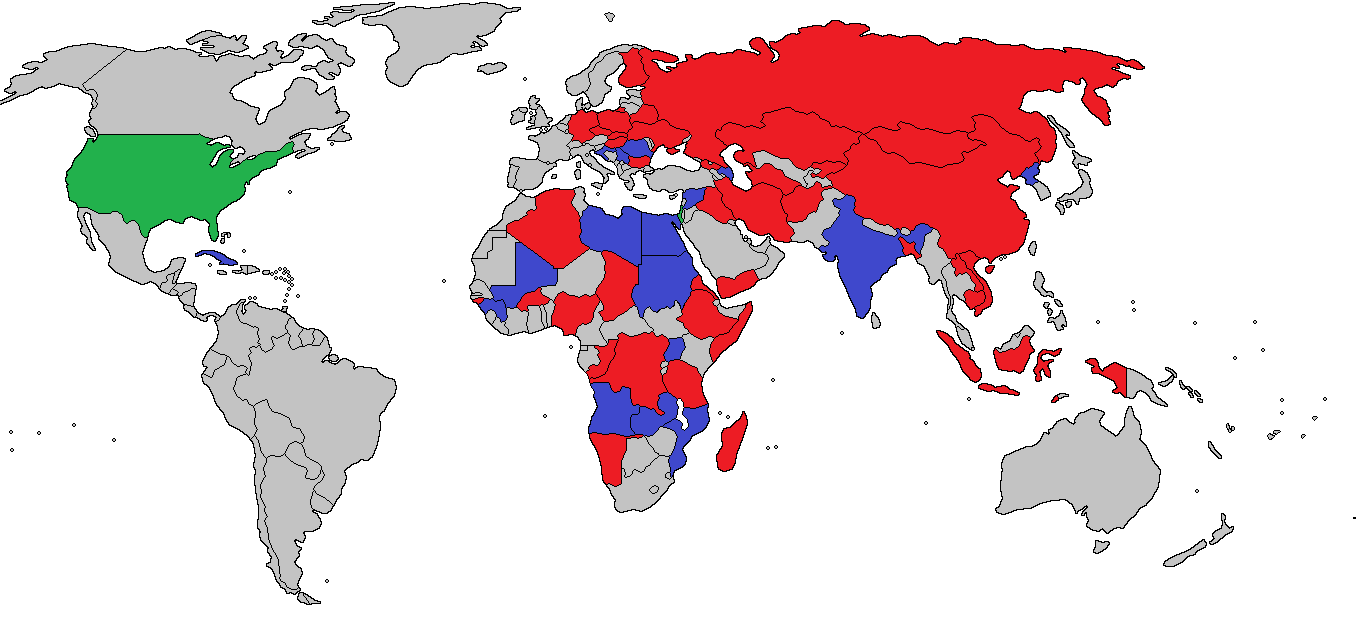
Operadores do MiG-21.

| - Afeganistão - Alemanha Oriental - Argélia - Angola - Azerbeijão - Bangladesh - Bulgária - Burkina Faso - Cambodja - China - Congo - Coreia do Norte - Croácia | - Cuba - Egipto - Eslováquia - Estados Unidos - Etiópia - Finlândia - Guiné - Hungria - Iémen - Índia - Indonésia - Irão - Iraque | - Israel - Laos - Líbia - Madagascar - Mali - Moçambique - Mongólia - Myanmar - Nigéria - Paquistão - Polónia - República Checa - Roménia | - Rússia - Sérvia - Síria - Somália - Sri Lanka - Sudão - Tanzânia - Turquemenistão - Uganda - Ucrânia - Vietname - Zâmbia - Zimbabwe |